# Mont-et-Marré
Mont-et-Marré – miejscowość i gmina we Francji, w regionie Burgundia-Franche-Comté, w departamencie Nièvre.
Według danych na rok 1990 gminę zamieszkiwało 181 osób, a gęstość zaludnienia wynosiła 10 osób/km² (wśród 2044 gmin Burgundii Mont-et-Marré plasuje się na 730. miejscu pod względem liczby ludności, natomiast pod względem powierzchni na miejscu 517.).